# Lucy Woodman
Lucy Jane Woodman, née Lucy Jane Currier le 3 mai 1841 à Paw Paw (Michigan), décédée le 28 avril 1951 à Vermillion (Kansas), est une centenaire américaine qui est la doyenne de l'humanité du 19 mars 1948 jusqu'à sa mort.

## Biographie
Lucy Currier est née à Paw Paw, dans le Michigan, le 3 mai 1841. Elle déménage dans le comté de Marshall, au Kansas, dans les années 1890, où elle vit la majeure partie de sa vie. Elle épouse Wells David Woodman le 5 mars 1862 à Almena Township, dans le comté de Van Buren, au Michigan. Elle devient veuve en 1917.
Lucy Woodman devient la doyenne de l'humanité à la mort de la Britannique Eliza Sellwood le 19 mars 1948.
Lucy Woodman est décédée à Vermillion, au Kansas, aux États-Unis, le 28 avril 1951, à l'âge de 109 ans et 360 jours.